# Завадский, Влодзимеж
Влодзимеж Ян «Дьявол» Завадский (пол. Włodzimierz Jan "Diabeł" Zawadzki); 28 сентября 1967, село Поляны, гмина Вежбица, Радомский повят, Мазовецкое воеводство, Польша — польский борец греко-римского стиля, чемпион Олимпийских игр, призёр чемпионатов мира, трёхкратный чемпион Европы, двенадцатикратный чемпион Польши (1990, 1991, 1993—2002) 

## Биография
В 1980 году занялся борьбой в Вежбице. Занимался борьбой неохотно, но победив на юношеском чемпионате Польши, стал заниматься спортом ответственно. В 1987 году по окончании школы, перешёл в клуб «Легия» и перебрался в Варшаву.
В 1990 году победил на чемпионате страны. В 1991 году дебютировал на чемпионате Европы и сразу стал чемпионом, а на чемпионате мира был только восьмым.
На Летних Олимпийских играх 1992 года в Барселоне боролся в категории до 62 килограммов (полулёгкий вес). Участники турнира, числом в 21 человек в категории, были разделены на две группы. За победу в схватках присуждались баллы, от 4 баллов за чистую победу и 0 баллов за чистое поражение. В каждой группе определялись пять борцов с наибольшими баллами (борьба проходила по системе с выбыванием после двух поражений), они разыгрывали между собой места с первое по десятое. Победители групп встречались в схватке за первое-второе места, занявшие второе место — за третье-четвёртое места и так далее. Проиграв в третьем круге Сергею Мартынову, занял второе место в группе, однако потерпел поражение в схватке с Хуаном Мареном за третье место.
| Круг               | Соперник        | Страна               | Результат | Основание     | Время схватки |
| ------------------ | --------------- | -------------------- | --------- | ------------- | ------------- |
| 1                  | Сигеки Нисигути | Япония               | Победа    | 3-1 (3 балла) |               |
| 2                  | Ху Гуахун       | Китай                | Победа    | 4-0 (3 балла) |               |
| 3                  | Сергей Мартынов | Объединённая команда | Поражение | 8-9 (1 балл)  |               |
| 4                  | -               | -                    | -         | -             |               |
| 5                  | Хуго Диче       | Швейцария            | Победа    | 7-0 (3 балла) |               |
| Финал (за 3 место) | Хуан Марен      | Куба                 | Поражение | 0-5           |               |

В 1993 году остался шестым на чемпионате мира и вторым на Гран-при Германии. В 1994 году завоевал бронзовую медаль чемпионата мира. В 1995 году завоевал звание чемпиона Европы, был вторым на чемпионате мира, вторым на Всемирных играх среди военных и только пятым на Гран-при Германии. В 1996 году остался четвёртым на чемпионате Европы.
На Летних Олимпийских играх 1996 года в Атланте боролся в категории до 62 килограммов (полулёгкий вес). После первого круга, борцы делились на две таблицы: победителей и побеждённых. Победители продолжали бороться между собой, а побеждённые участвовали в утешительных схватках. После двух поражений в предварительных и классификационных (утешительных) раундах, борец выбывал из турнира. В ходе турнира, таким образом, из таблицы побеждённых убывали дважды проигравшие, но она же и пополнялась проигрывающими из таблицы победителей. В конечном итоге, определялись восемь лучших борцов. Не проигравшие ни разу встречались в схватке за 1-2 место, выбывшие в полуфинале встречались с победителями утешительных схваток и победители этих встреч боролись за 3-4 места и так далее. В категории боролись 20 спортсменов. Влодзимир Завадский ровно прошёл турнир, и в финальной встрече победил своего обидчика прошлой олимпиады, кубинца Хуана Марена, став олимпийским чемпионом.
| Круг          | Соперник           | Страна   | Результат | Основание      | Время схватки |
| ------------- | ------------------ | -------- | --------- | -------------- | ------------- |
| 1             | Игорь Петренко     | Беларусь | Победа    | 4-3 (4 балла)  | 5:00          |
| 2             | Усама Азиз         | Швеция   | Победа    | 3-1 (3 балла)  | 5:00          |
| Четвертьфинал | Коба Гулиашвили    | Грузия   | Победа    | 3-1 (3 балла)  | 5:00          |
| Полуфинал     | Григорий Комышенко | Украина  | Победа    | 8-2 (8 баллов) | 5:00          |
| Финал         | Хуан Марен         | Куба     | Победа    | 3-1            | 5:00          |

В 1997 году остался третьим на чемпионате мира. В 1998 году победил на тестовом турнире ФИЛА, на чемпионате мира был лишь седьмым. В 1999 году вновь победил на чемпионате Европы, а на чемпионате мира был девятым. В 2000 году участвовал в трёх квалификационных предолимпийских турнирах, дважды взял «серебро» и один раз был пятым.
На Летних Олимпийских играх 2000 года в Сиднее боролся в категории до 63 килограммов (лёгкий вес). Участники турнира, числом в 20 человек, были разделены на шесть групп, в каждой из которых борьба велась по круговой системе. Победители в группах выходили в четвертьфинал, где боролись по системе с выбыванием после поражения. Проигравшие занимали места соответственно полученным в схватках квалификационным и техническим баллам. Влодзимир Завадский в группе попал по жребию на будущего чемпиона Вартереса Самургашева, ему проиграл, травмировался и на вторую встречу не смог явиться. Занял 19 место.
| Круг         | Соперник            | Страна | Результат | Основание                                                      | Время схватки |
| ------------ | ------------------- | ------ | --------- | -------------------------------------------------------------- | ------------- |
| 1 (группа 1) | Вартерес Самургашев | Россия | Поражение | 0-8 (0 технических, 0 квалификационных баллов)                 | 6:00          |
| 1 (группа 1) | Шереф Эроглу        | Турция | Поражение | Неявка ввиду травмы (0 технических, 0 квалификационных баллов) |               |

В 2001 году стал бронзовым призёром чемпионата Европы и был лишь 23-м на чемпионате мира. В 2002 году стал серебряным призёром чемпионата мира, но на чемпионате Европы был только 11-м. В 2003 году на чемпионате мира был шестым.
На Летних Олимпийских играх 2004 года в Афинах боролся в категории до 60 килограммов (лёгкий вес). Участники турнира, числом в 22 человек, были разделены на семь групп, в каждой из которых борьба велась по круговой системе. Победители в группах выходили в четвертьфинал, где боролись по системе с выбыванием после поражения. Обе схватки в группе Влодзимир Завадский проиграл, и занял 16 место.
| Круг         | Соперник        | Страна           | Результат | Основание                                     | Время схватки |
| ------------ | --------------- | ---------------- | --------- | --------------------------------------------- | ------------- |
| 1 (группа А) | Чон Чи Хён      | Республика Корея | Поражение | 2-10 (2 технических, 1 квалификационный балл) | 6:00          |
| 2 (группа А) | Виталий Рагимов | Азербайджан      | Поражение | 2-4 (2 технических, 1 квалификационный балл)  | 7:58          |

После игр оставил спортивную карьеру. Как борец обладал большой физической силой, скоростью и выносливостью, но при этом был крайне подвержен инфекциям и травмам.
Окончил училище, получив квалификацию механика и филиал Варшавского института физкультуры в Гожув-Великопольском.
Кавалер 5-й степени Ордена Возрождения Польши.
Живёт в Варшаве с женой и двумя дочерьми.